# RAF Fairford
Royal Air Force Fairford of RAF Fairford (IATA: FFD, ICAO: EGVA) is een "slapende" basis van de Royal Air Force (RAF) bij Fairford in Gloucestershire in Engeland die niet dagelijks wordt gebruikt. Zijn prominentste gebruik in de afgelopen jaren was als vliegveld voor de B-52 Stratofortresses van de United States Air Force tijdens de Irakoorlog in 2003, de Operatie Allied Force in 1999 en de Eerste Golfoorlog in 1991. Het is het enige Europese vliegveld van de United States Air Force voor zware bommenwerpers. Sinds eind 2016 zijn er weer een aantal B-52 bommenwerpers vanaf de basis actief. In juni 2017 was er naast een aantal B-1 bommenwerpers ook een B-2 vanaf Fairford actief. De precieze reden van de stationering van de drie belangrijkste bommenwerpers van de USAF, is (nog) niet bekend.
RAF Fairford was de enige landingsplaats voor de Space Shuttle in het Verenigd Koninkrijk. De basis heeft een voldoende lange landingsbaan voor een shuttlelanding (de baan is 3046 meter lang), en er waren ook de NASA opgeleide brandweerlieden en medici gestationeerd op het vliegveld.
RAF Fairford is ook de thuisbasis van de Royal International Air Tattoo (RIAT), een jaarlijkse vliegshow. RIAT is een van de grootste vliegshows in de wereld; de show van 2003, waar 535 vliegtuigen aan deelnamen,  wordt door het Guinness World Records erkend als de grootste militaire vliegshow ooit.
Op 17 augustus 2022 zijn weer vier B52H’s terug gekomen om de NAVO te versterken de komende tijd. Onder deze vier de Wise Guy, welke al in 2003 op haar laatste rustplaats werd gebracht, maar na een grote renovatie weer in gebruik is genomen.
1. ↑  B-2 Spirit Stealth Bombers Arrive in England, via: defense.gov